# Чечень
Чече́нь, также упоминается как остров Чечня — остров в северо-западной части Каспийского моря, самый крупный из островов архипелага Чечень, отделён проливом Чеченский Проход и тремя мелкими островами (Базар, Пичужонок и Яичный) от Аграханского полуострова. Один из крупнейших островов Каспийского моря.
Административно находится в Кировском районе города Махачкалы, Дагестан.

## География
К востоку от острова расположены острова Прыгунки. К югу от острова расположены острова Пичужонок, Базар и Яичный. Острова разделены между собой мелководными проливами: Чечень и Пичужонок — Чеченским Проходом, Пичужонок и Базар — Яичным, Базар и Яичный — проливом Калмычонок. Остров Яичный отделён от Аграханского полуострова проливом — Лопатинский Проход.
В западной части острова расположен населённый пункт Остров Чечень.
На острове с 1863 года действует Чеченский маяк.
Береговая линия острова изменчива вследствие колебаний уровня моря, наносов Терека, течений, передвижения дюн и проч. Длина до 15 км, ширина до 10 км. Площадь около 55 км². От берегов в воду уходят заросшие тростником песчаные косы. Остров пустынен, много водоплавающей птицы. Он сложен из песчаных образований.

## Название
На европейских картах остров впервые появляется в начале XVI века: названия его варьируются, в некоторых случаях отмечены не один остров, а два — один под названием Jhite, Yhite или Jitolle, другой под названием Sicamantella, Sicanantella или Suconi. Энтони Дженкинсон в записках о своём путешествии 1562 года упоминает «прекрасный остров Чателет» (Chatalet), расположенный на середине морского пути от устья Волги до Дербента.
В XVII веке об острове, поросшем камышом и находящемся в восьми немецких милях от Терков, упоминает Георг Тектандер (1604). Упоминается остров и в заметках русского купца Федота Котова, совершившего в 1623 году путешествие в Персию. Олеарий в XVII веке отмечает, что русские называют этот остров Четлан, а персы — Дженцени (Tzezeni, Tzent-seni). По словам географа Э. М. Эльдарова, под названием Чечень остров известен с XVII века.
В 1720 году капитан-лейтенант Карл Верден по поручению Петра Великого вместе с тремя товарищами (гидрограф Фёдор Соймонов, Василий Урусов и топограф А. И. Кожин), описал и нанес на карту западный и южный берега Каспийского моря. На карте западного побережья остров отмечен под названием Чечен.

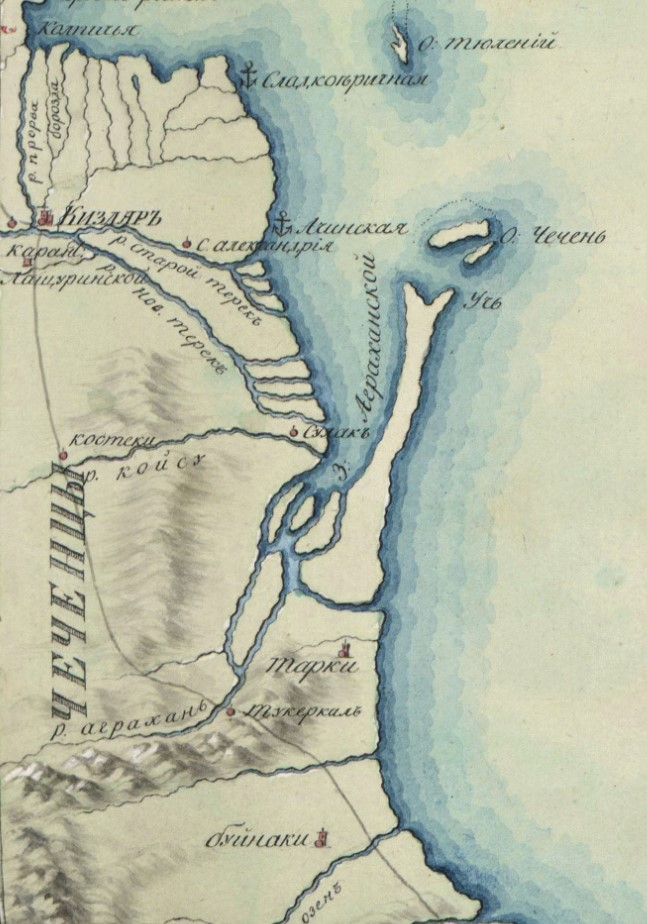
Остров Чечень и чеченцы. Фрагмент карты Каспийского моря (1813)

В источниках рубежа XVIII—XIX веков говорится, что своим названием остров Чечень обязан чеченцам. Географ, этнограф, Густав Гербер, в 1728 году составивший карту Каспийского побережья, пишет о чеченцах, которые прежде были расселены до моря. Этой же версии придерживались историк Михаил Чулков в 1785 году и генерал Богдан Кнорринг в 1800 году. Так, Готлиб Гмелин, побывавший в этих местах до 1774 года, полагал, что остров «наименование своё получил от живущих в горах Чеченцев, кои пристают к оному для ловления рыбы…». Иван Ровинский в 1809 году сообщает об острове Чечень (или Чечен), лежащем «против обиталища Чеченцев», как о месте «удобной рыбной ловли», в том же году эти же сведения (с уточнением: «горских чеченцев») вошли в 7-й том «Географического словаря Российского государства» А. М. Щекатова и Л. М. Максимовича. В 1813 г. И. А. Вейскгопфен в «Восточных известиях» сообщает, что остров назван этим именем по причине того, что чеченцы занимались ловлей рыбы и чинили нападения на промышленников, также «малая песчанная отмель» к югу от острова называется «чеченской косой».
Это объяснение приводит также географ Е. М. Поспелов в 2002 году. Историк Т. А. Исаева, на основе изучения письменных источников XVII века, топонимики и гидронимики Прикаспийской низменности, пришла к выводу, что «наименование острова Чечень» зафиксировано в XVII веке как место «постоянного и длительного пребывания там чеченцев в предшествовавшие XVII веку времена».
В то же время историки Ю. М. Идрисов и И. И. Ханмурзаев сближают формы названия острова, встречающиеся в самых ранних источниках (Jhite, Jitolle, Chatelet), с кумыкским словом «чатал/четал», среди значений которого — как «остов судна», так и «раздвоенный, разветвлённый» (по мнению учёных, такое название может указывать на разделённость острова на две части протокой). Они ведут этимологию слова «Чаталет» к кумыкскому (тюркскому) «чатал+тав». Данное слово (чатал) присутствует и в других тюркских языках с тем же значением. Аналогичный топоним с корнем из «чатал» с тем же значением присутствует и в Турции. Название «Чаталет», по мнению Идрисова и Ханмурзаева, более ранее, чем название «Чечень».
Идрисов и Ханмурзаев возводят русскую форму «Чечен» к терскому казачьему говору, в котором это слово означает «снасти для ловли рыбы» и происходит от кумыкского слова «четен» — «большая корзина, сплетенная из прутьев»

## История
В 1809—1813 годах по поручению Адмиралтейской коллегии штурман А. Е. Колодкин проводит исследования Каспийского моря. В 1826 году в результате работ Колодкин составил и опубликовал атлас Каспийского моря, который затем служил мореплавателям более 30 лет. Один из пунктов, определённый экспедицией Колодкина на острове Чечень, назывался Чеченская ватага (рыболовная артель).
В царское время остров использовался как место ссылки. В годы Гражданской войны, будучи важным опорным пунктом нефтеналивного судоходства, переходил из рук в руки. В 1918 году британскими интервентами на острове была размещена база морской авиации, которую они собирались использовать для бомбёжки кораблей Волжской флотилии, базировавшихся в Астрахани. В апреле 1920 года силами Волжско-Каспийской военной флотилии был окончательно закреплён за РСФСР. В советские времена на территории острова находился рыболовецкий колхоз «Память Чапаева».
С 1965 года на острове находилась испытательная база экранопланов.
В ноябре 2024 года из-за снижения уровня Каспийского моря остров соединился с Аграханским полуостровом.

## Галерея

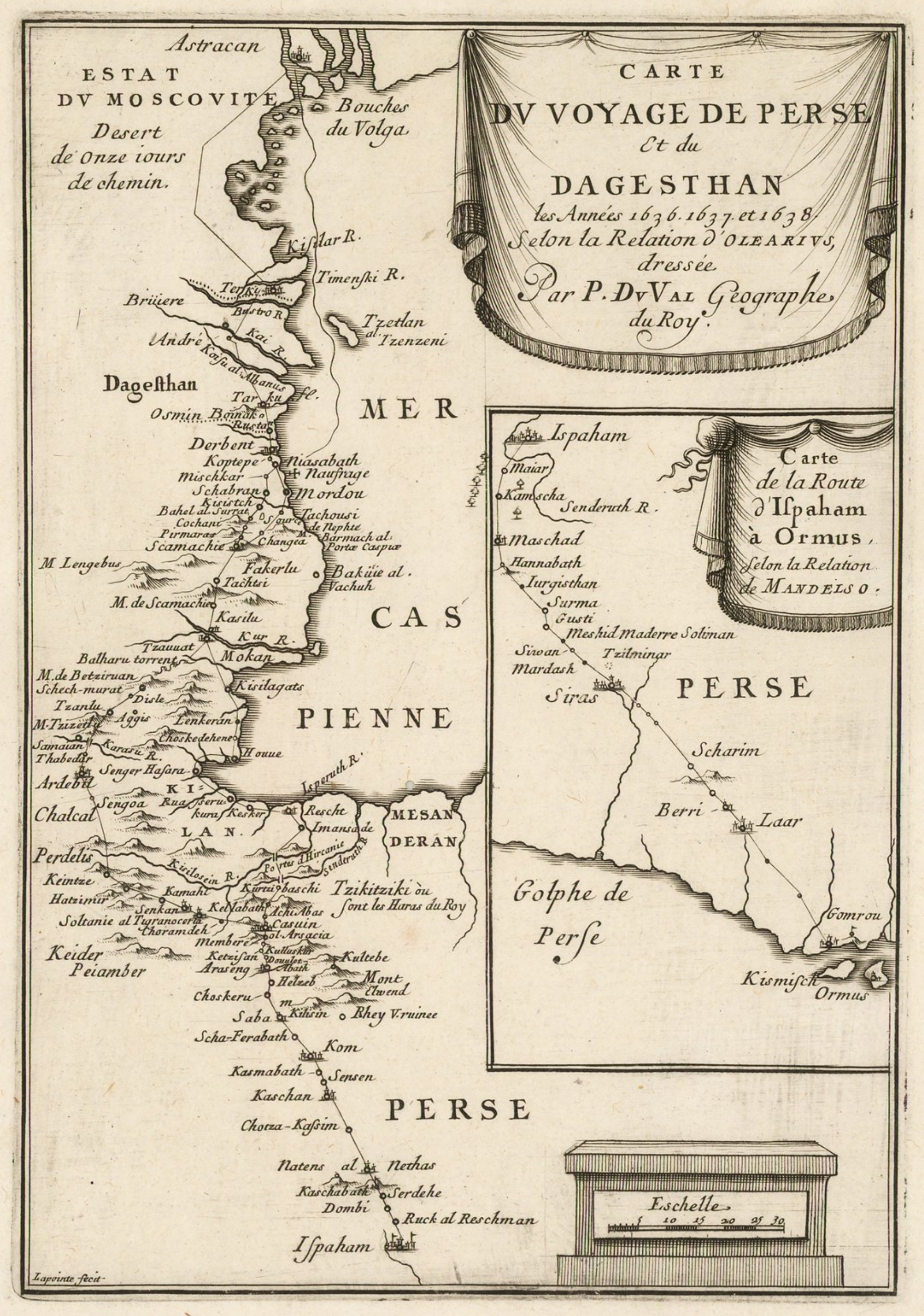
Pierre Du Val - Carte Du Voyages De Perse et du Daghesthan (ca. 1665)
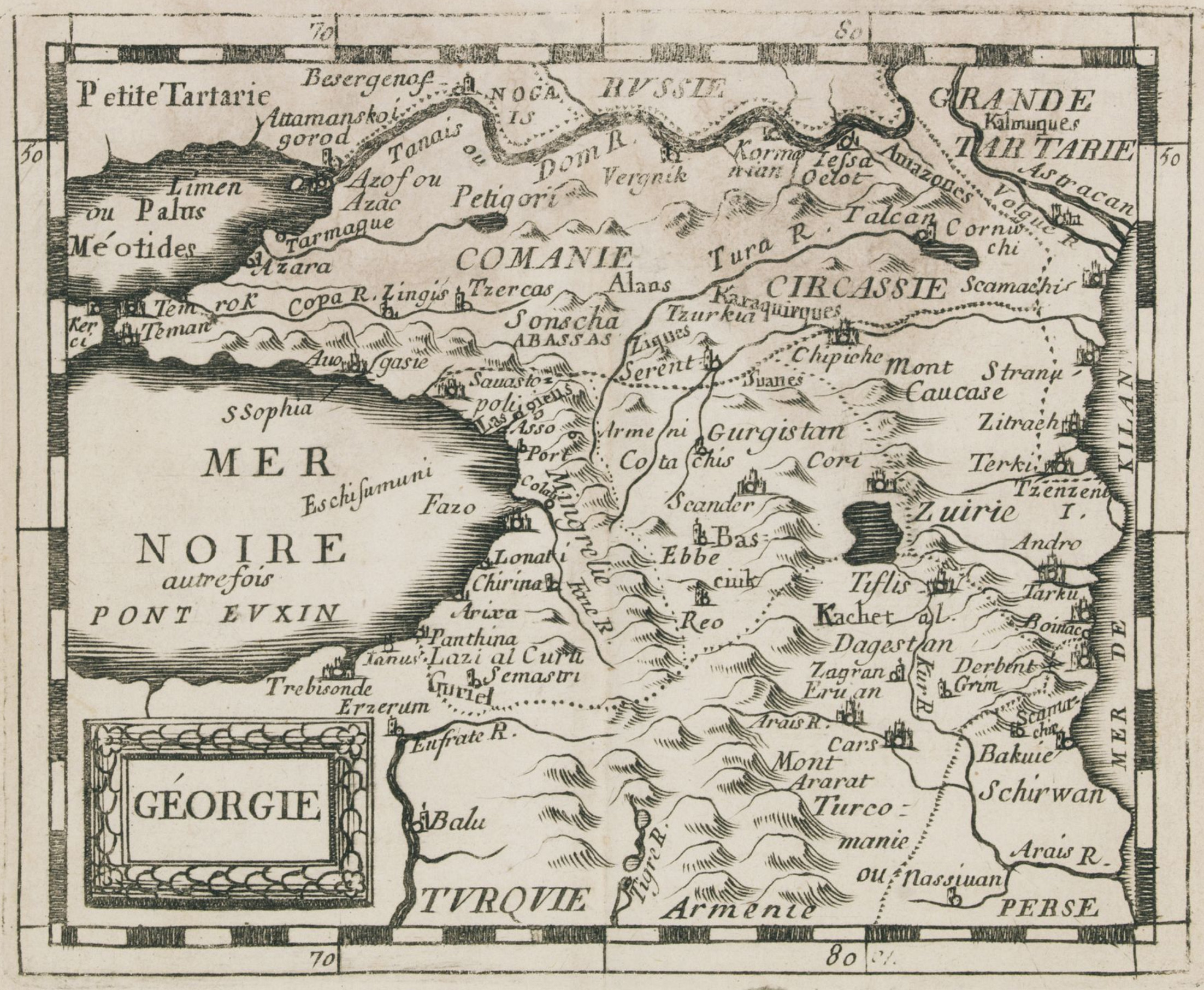
Pierre Du Val - Géorgie (1676) (остров Чечень (Tzezeni I.) изображен напротив устья Терека)
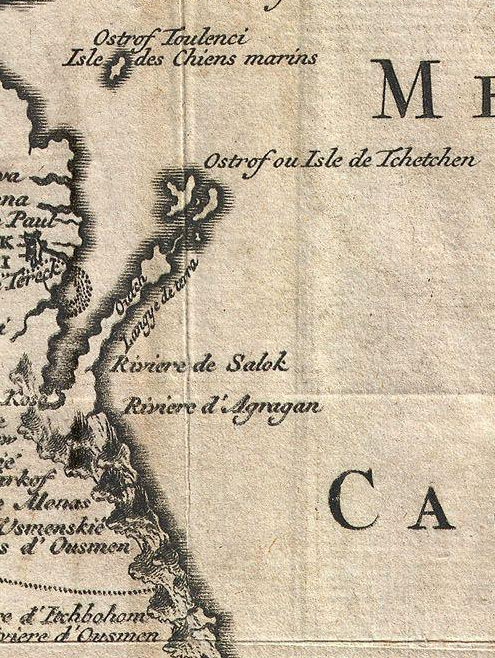
Остров Чечен на карте Карла Вердена (1721)
Карта Восточного Кавказа, составленная этногрофом И. Г. Гербером в 1728 году
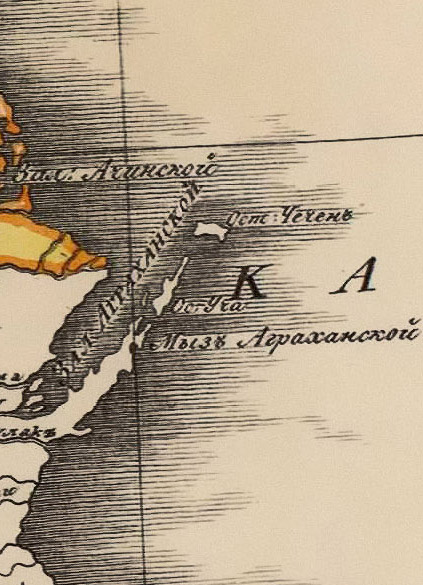
Остров Чеченъ (1807)
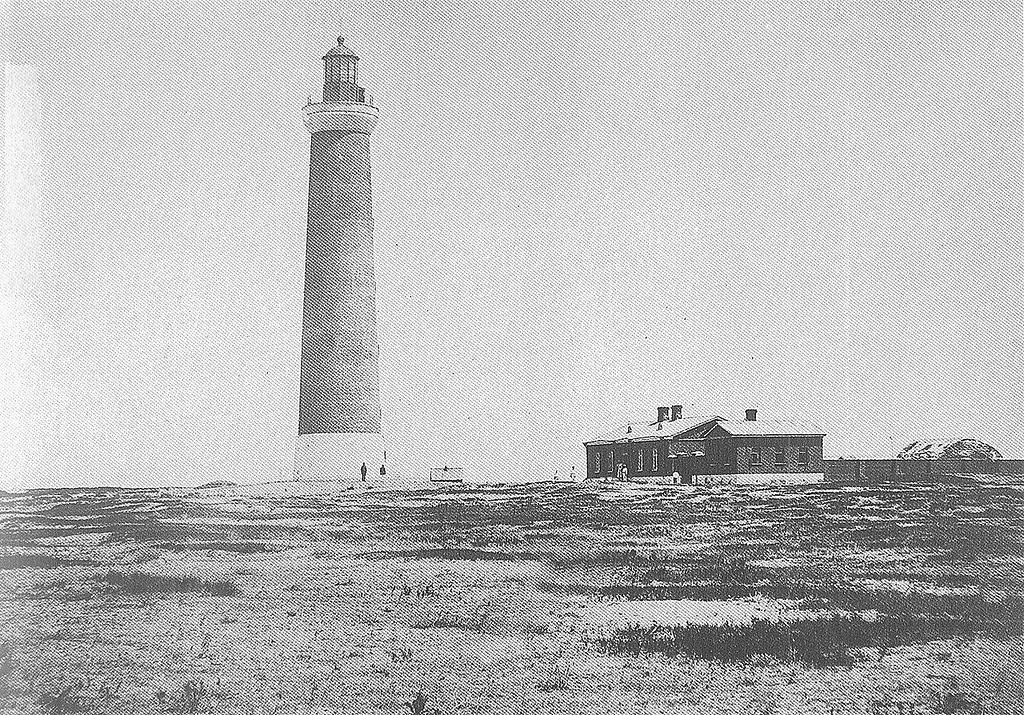
Чеченский маяк (1870-1880)
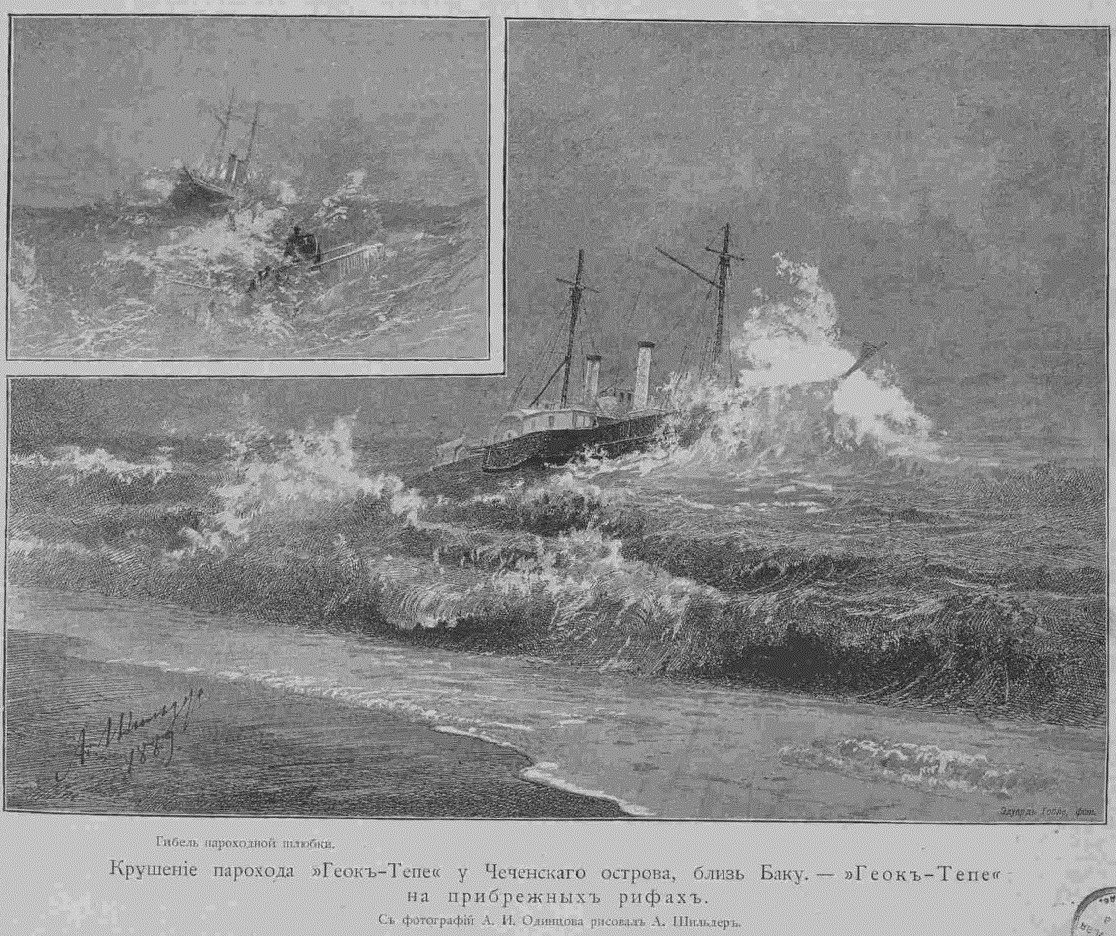
Крушение парохода возле Чеченского острова. Рисунок  худ. А. Н. Шильдера (1889)